# 席舒民
席舒民（1913年—1970年），男，湖北大悟人，中华人民共和国军事人物，中国人民解放军少将，曾任中国人民解放军工程兵后勤部副部长。